# Branchiostegus hedlandensis
Branchiostegus hedlandensis är en fiskart som beskrevs av Dooley och Kailola, 1988. Branchiostegus hedlandensis ingår i släktet Branchiostegus och familjen Malacanthidae. Inga underarter finns listade.